# Descendants: Wicked Wonderland
Descendants: Wicked Wonderland es una próxima película de comedia musical de fantasía para adolescentes estadounidense dirigida por Kimmy Gatewood a partir de un guion de Tamara Chestna, Dan Frey y Ru Sommer. Producida por Disney Channel, la película es la quinta de la franquicia Descendants y una secuela de Descendants: The Rise of Red.
Kylie Cantrall y Malia Baker repiten sus papeles, interpretando a Red (hija de la Reina de Corazones de Alicia en el país de las maravillas) y Chloe Charming (hija de Cenicienta y el Príncipe Encantador de Cenicienta), respectivamente.

## Reparto
- Kylie Cantrall como Red, hija de la Reina de Corazones
- Malia Baker como Chloe Charming, hija de Cenicienta y el Rey Encantador
- Leonardo Nam como Maddox Hatter, hijo del Sombrerero Loco y tutor de Red
- Liamani Segura como Pink, la hija de la Reina de Corazones y hermana menor de Red
- Brendon Tremblay como Max Hatter, hijo de Maddox Hatter y nieto del Sombrerero Loco.
- Alexandro Byrd como Luis Madrigal, el hijo de Luisa Madrigal
- Kiara Romero como Hazel Hook, la hija del Capitán Garfio
- Joel Oulette como Robbie Hood, el hijo de Robin Hood y Maid Marian
- Zavien Garrett como Felix Facilier, el hijo del Dr. Facilier
- Ryan McEwen como Squirmy Smee, uno de los hijos gemelos del Sr. Smee
- Dayton Paradis como Squeaky Smee, uno de los hijos gemelos del Sr. Smee
- Rita Ora como la Reina de Corazones del País de las Maravillas, la madre de Red
- Brandy como Cenicienta, la madre de Chloe.
- Melanie Paxson como Hada Madrina

## Producción
Tras el estreno de la película, Suzanne Todd confirmó que Disney "definitivamente está trabajando y pensando en una película de seguimiento", afirmando que tras el final de The Rise of Red y las consecuencias de los viajes en el tiempo, en la secuela "habrá futuros giros buenos y malos con seguridad". Cantrall y Baker también insinuaron que podrían llegar más películas después de los Premios Emmy de 2024. 
Una quinta película de la franquicia Descendientes recibió luz verde oficialmente en febrero de 2025, con Kylie Cantrall, Malia Baker y Leonardo Nam repitiendo sus papeles como Red, Chloe Charming y Maddox Hatter, respectivamente. Las nuevas incorporaciones al reparto incluyen a Liamani Segura como Pink, Brendon Tremblay como Max Hatter, Alexandro Byrd como Luis Madrigal y Kiara Romero como Hazel Hook. Entre las nuevas incorporaciones se incluyen Joel Oulette como Robbie Hood, Zavien Garrett como Felix Facilier, además de Ryan McEwen y Dayton Paradis como dos personajes anteriores Squirmy y Squeaky Smee, respectivamente, quienes previamente fueron interpetados por Christian Convery y Luke Roessler en Descendants 3. Rita Ora, Brandy y Melanie Paxson también repiten sus papeles como Reina de Corazones, Cenicienta y Hada Madrina, respectivamente.
La fotografía principal se llevó a cabo en The Bridge Studios en Vancouver a principios de abril de 2025, y finalizó a fines de mayo de 2025.

## Estreno
Descendants: Wicked Wonderland está prevista para estrenarse en Disney Channel y Disney+ en 2026.